# Монтекастелло
Монтекастелло (итал. Montecastello) — коммуна в Италии, располагается в регионе Пьемонт, в провинции Алессандрия.
Население составляет 359 человек (2008 г.), плотность населения составляет 47 чел./км². Занимает площадь 8 км². Почтовый индекс — 15040. Телефонный код — 0131.
Покровителем коммуны почитается святой Зенон Веронский, празднование 16 августа.

## Демография
Динамика населения:

## Администрация коммуны
- Официальный сайт: